# Georges Ancely
Pour les articles homonymes, voir Ancely (homonymie).
Cet article possède des paronymes, voir Georges Ancel et Georges Ancey.
Georges Ancely, né le 31 mai 1847 à Toulouse, où il est mort le 22 mars 1919, est un commerçant toulousain et photographe amateur connu pour les nombreux clichés du Sud-Ouest de la France qu'il a réalisé.

## Biographie
Il naît à Toulouse en 1847 dans une famille d'horlogers originaire de Lavaur (Tarn). Le magasin familial était situé au 63, rue de la Pomme. Sa famille possédait également un hôtel particulier au 3, rue Boulbonne.
Le lieutenant Georges Ancely participe au siège de Belfort dans l'Artillerie mobile de la Haute-Garonne et y est blessé au bras.
En 1878, Georges Ancely achète le château que Jean Sarrus avait fait construire (probablement par Urbain Vitry) au début du XIXe siècle à Saint-Michel-du-Touch. En 1899, à l'occasion de travaux dans cette propriété, on découvrit dans la souche d'un arbre un buste de Jupiter Sérapis en marbre blanc. Conservé au musée Saint-Raymond, celui-ci a depuis disparu.

### Famille
Georges Ancely épouse à Marie-Louise Ricous (1856-1927) avec qui il a deux enfants, René et Marthe. René Ancely (1876-1966), premier président de la cour d'appel de Pau a été un grand collectionneur du pyrénéisme. Après sa mort, sa collection est acquise par la ville de Toulouse : elle est partagée entre la bibliothèque municipale et le musée Paul-Dupuy. Marthe épouse Robert Garipuy, doyen de la Faculté de médecine de Toulouse.

## Œuvre

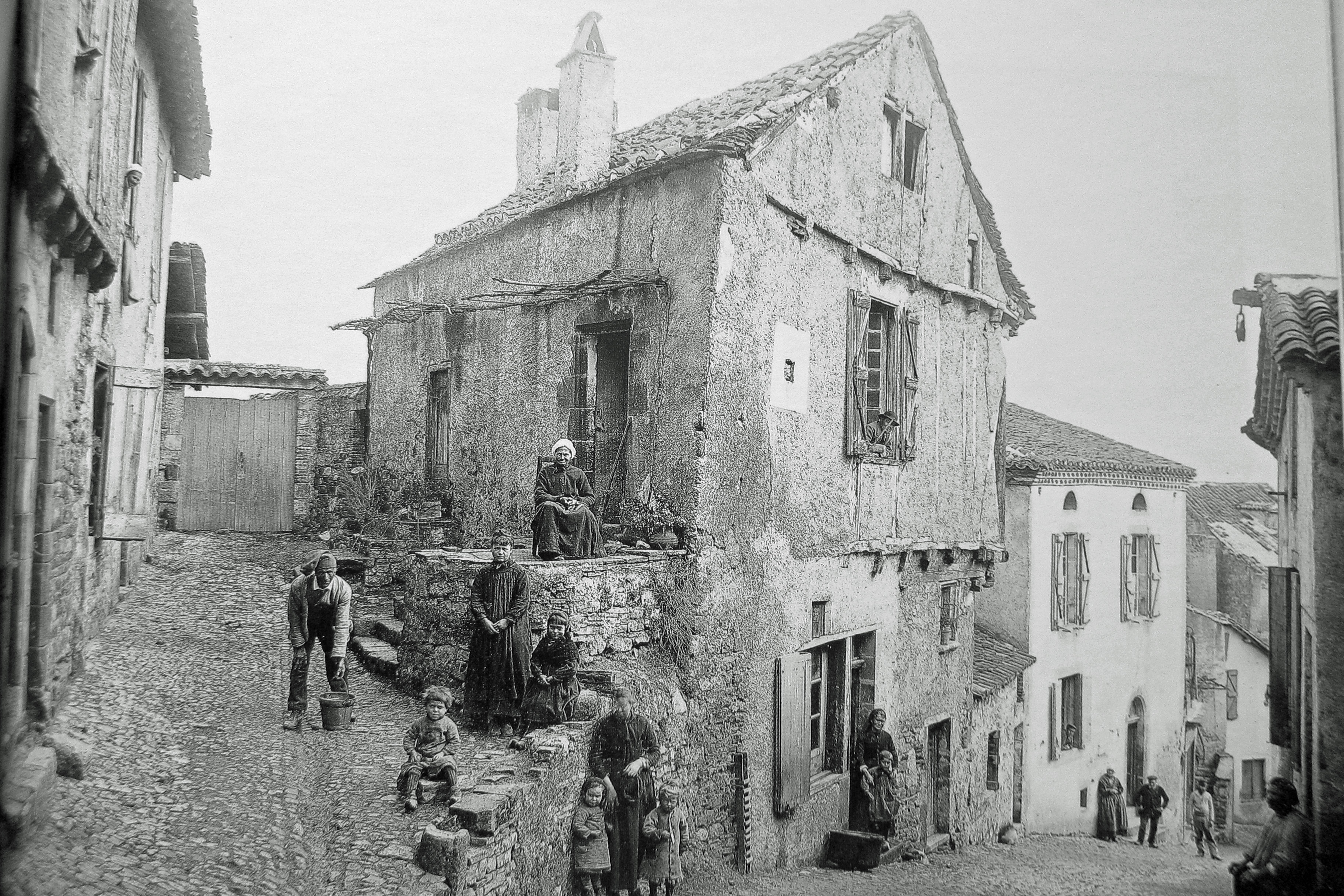
Une rue de Cordes (Tarn) en 1887.

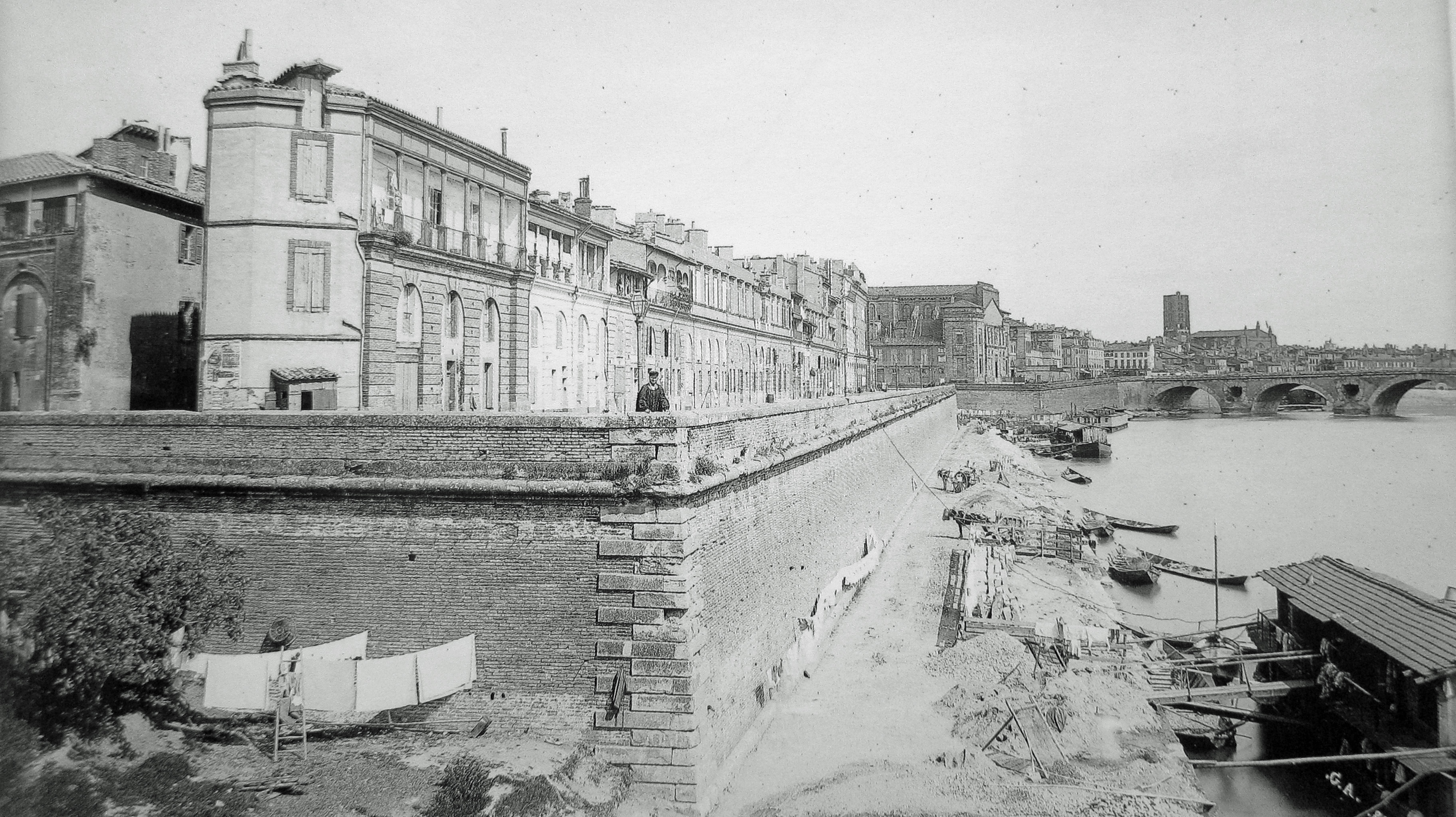
Le port de la Daurade de Toulouse en 1880.

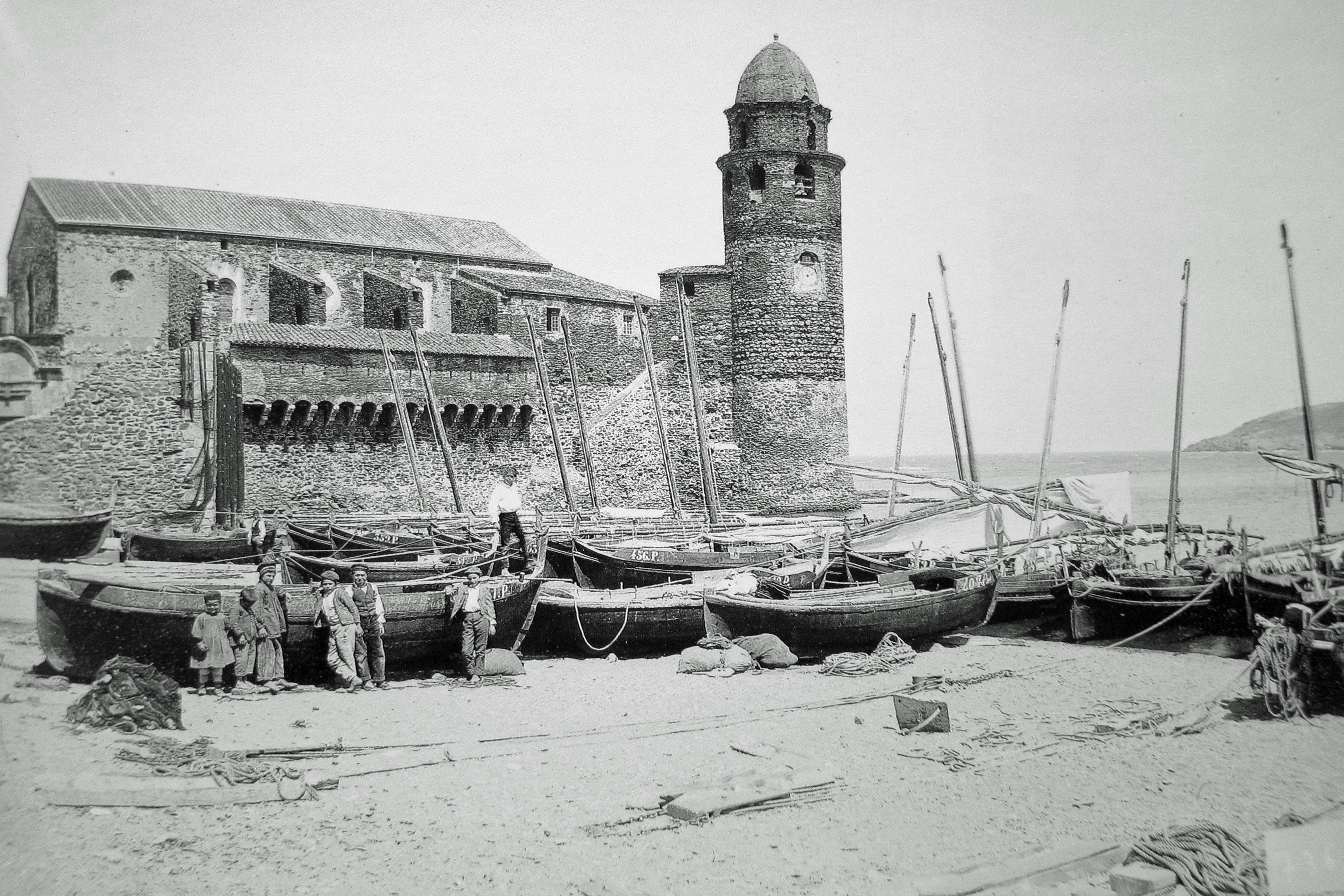
L'église Notre-Dame-des-Anges à Collioure en 1883.

La curiosité d'Ancely l'amène à photographier des sujets très variés, allant de la vie quotidienne de la bourgeoisie, mais également des petites gens, à l'urbanisme, aux sites archéologiques et paysages naturels. Il illustre notamment les débuts du tourisme dans les Pyrénées et à Biarritz. En cela il est comparable à son contemporain Eugène Trutat. Mais, simple amateur, il ne cherche pas à diffuser ni à publier ses photographies, se contentant de les dater et archiver soigneusement. Photographe amateur, il fixe sur la plaque sensible son quotidien et celui de ses proches, ses séjours au bord de l’Atlantique comme ses excursions dans les Pyrénées qu’il pratique parfois avec Eugène Trutat. Une photographie prise vers 1885 par Ancely montre ainsi Trutat aidant leur ami Félix Régnault à se hisser sur un rocher dans la vallée du Lys. Réalisée lors de la même excursion, une image prise cette fois par Eugène Trutat montre Georges Ancely aux côtés de Régnault aux Chutes de l’Enfer, près de Luchon

### Collection Ancely au musée Paul-Dupuy
À sa mort, sa famille confie une partie de ses photographies à la famille Privat. Celles-ci (542 photographies sur plaques de verre) sont finalement données par Pierre Privat au musée Paul-Dupuy en 1971. La famille Ancely conserve encore l'autre partie de son oeuvre.

## Hommages
- Le quartier toulousain d'Ancely, édifié en 1960 sur l'emplacement du château d'Ancely, sa propriété de Saint-Michel-du-Touch, lui doit son nom.

### Expositions
- 24 février - 18 septembre 2011 : Georges Ancely (1847-1919), un photographe toulousain, musée Paul-Dupuy[6],[7].
- 30 juin - 29 septembre 2012 : Biarritz 1900, photos de Georges Ancely, Espace Bellevue; Biarritz.
- 11 juillet 2016 - 8 janvier 2017 : Biarritz par Georges Ancely et Eugène Trutat, Aquarium de Biarritz.